# Estádio Xeique Zayed
Sheikh Zayed Stadium ou Zayed Sports City Stadium, como também é conhecido, é um estádio nacional e multiuso que fica em Abu Dhabi, Emirados Árabes Unidos. Atualmente, é utilizado principalmente para jogos de futebol e competições de atletismo.

## Capacidade
Quando o estádio foi fundado em 1979, sua capacidade era de 60.000 espectadores. Atualmente, devido às normas de segurança, sua capacidade foi reduzida para 49.500.

## Mundial de Clubes FIFA
Após diversas edições do Campeonato Mundial de Clubes da FIFA serem disputadas no Japão, a FIFA decidiu que a partir de 2009 faria um rodízio de sedes.
Os Emirados Árabes Unidos conseguiu o direito de sediar as edições da 2009 e 2010 também em 2017.Além do Zayed Sports City Stadium, o Al Jazira Mohammed Bin Zayed Stadium, também em Abu Dhabi, receberá as partidas do evento.